# Lego Minifigures
Lego Minifigures eller Lego Collectible minifigures er en produktlinje produceret af den danske legetøjskoncern LEGO. Serien blev lanceret i 2010, og består af særlige minifigurer, der er specielt designet til dette tema. Ofte indeholder de særlige accessories som ikke er set før. Hver serie indeholder normalt 16 forskellige minifigurer, men særlige serier har indeholdt helt ned til 9 forskellige figurer og op til 22.
De fleste serier indeholder er udvalg af forskellige figurer inden for sport, film, historie, populærkultur og professioner. Temaet adskiller sig derved fra andre Lego-temaer, idet de indeholder figurer, som passer til en lang række forskellige temaer som bl.a. City, Castle, Space og Pirates. Enkelte serier har dog haft særlige temaer, som bl.a. Harry Potter, The Simpsons, Disney, Olympiske Lege i forbindelse med Sommer-OL 2012, Tysklands fodboldlandshold, Batman i forbindelse med The Lego Batman Movie, Ninjago i forbindelse med Lego Ninjago Filmen og The Lego Movie.
Lego Minifigures købes enkeltvis i poser, hvor det præcise indhold ikke kan ses. Nogle figurer er mere almindelige end andre, hvorfor særlige figurer sælges for høje priser brugt. I serie 10 udkom en særlig figur kaldet Mr. Gold, som kun blev produceret i 5.000 eksemplarer i anledning af den 10. serie af minifigurerne.